# Lo Planell (el Meüll)
Lo Planell, és una plana de muntanya del terme municipal de Castell de Mur, a l'antic terme de Mur, al Pallars Jussà. Es troba en territori de l'antic poble del Meüll.
És situat a llevant de l'Obaguet, al sud del Mas de Condó i de los Trossos de Condó, a l'esquerra del barranc d'Eloi.